# Como Swings
Como Swings – album studyjny amerykańskiego wykonawcy Perry’ego Como wydany w czerwcu 1959 roku przez wytwórnię RCA Victor. Jest piątym albumem piosenkarza wydanym w formacie 12-calowej płyty długogrającej LP oraz trzecim nagranym z dźwiękiem stereofonicznym. Został nagrany 9, 16, 21 i 23 maja 1959 roku w RCA Victor Studio w Nowym Jorku. Producentami albumu byli Charles Grean oraz Lee Schapiro, a inżynierem dźwięku był Bob Simpson.

## Lista utworów

### Strona pierwsza
1. „St. Louis Blues”
2. „I've Got You Under My Skin”
3. „Route 66”
4. „Dear Hearts & Gentle People”
5. „Mood Indigo”
6. „Donkey Serenade”

### Strona druga
1. „To Know You”
2. „You Came A Long Way From St. Louis”
3. „Honey, Honey”
4. „Let a Smile Be Your Umbrella”
5. „Linda”
6. „Begin the Beguine”